# Province de Tak
Tak (en thaï : ตาก ; API : [tàːk]) est une province (changwat) de Thaïlande frontalière de la Birmanie.
Située dans le nord-ouest du pays, de forme très contournée, elle est arrosée par la Ping et la Kwaï Yai. Sa capitale est la ville de Tak. Autre ville importante : Mae Sot.

## Subdivisions

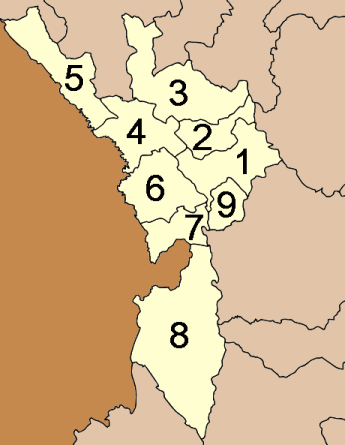
Carte des amphoe de la province de Tak.

Tak est subdivisée en 9 districts (amphoe) : 
1. Mueang Tak (อำเภอเมืองตาก)
2. Ban Tak (อำเภอบ้านตาก)
3. Sam Ngao (อำเภอสามเงา)
4. Mae Ramat (อำเภอแม่ระมาด)
5. Tha Song Yang (อำเภอท่าสองยาง)
6. Mae Sot (อำเภอแม่สอด)
7. Phop Phra (อำเภอพบพระ)
8. Umphang (อำเภออุ้มผาง)
9. Wang Chao (อำเภอวังเจ้า)

Ces districts sont eux-mêmes subdivisés en 63 sous-districts (tambon) et 493 villages (muban).

## Voir aussi

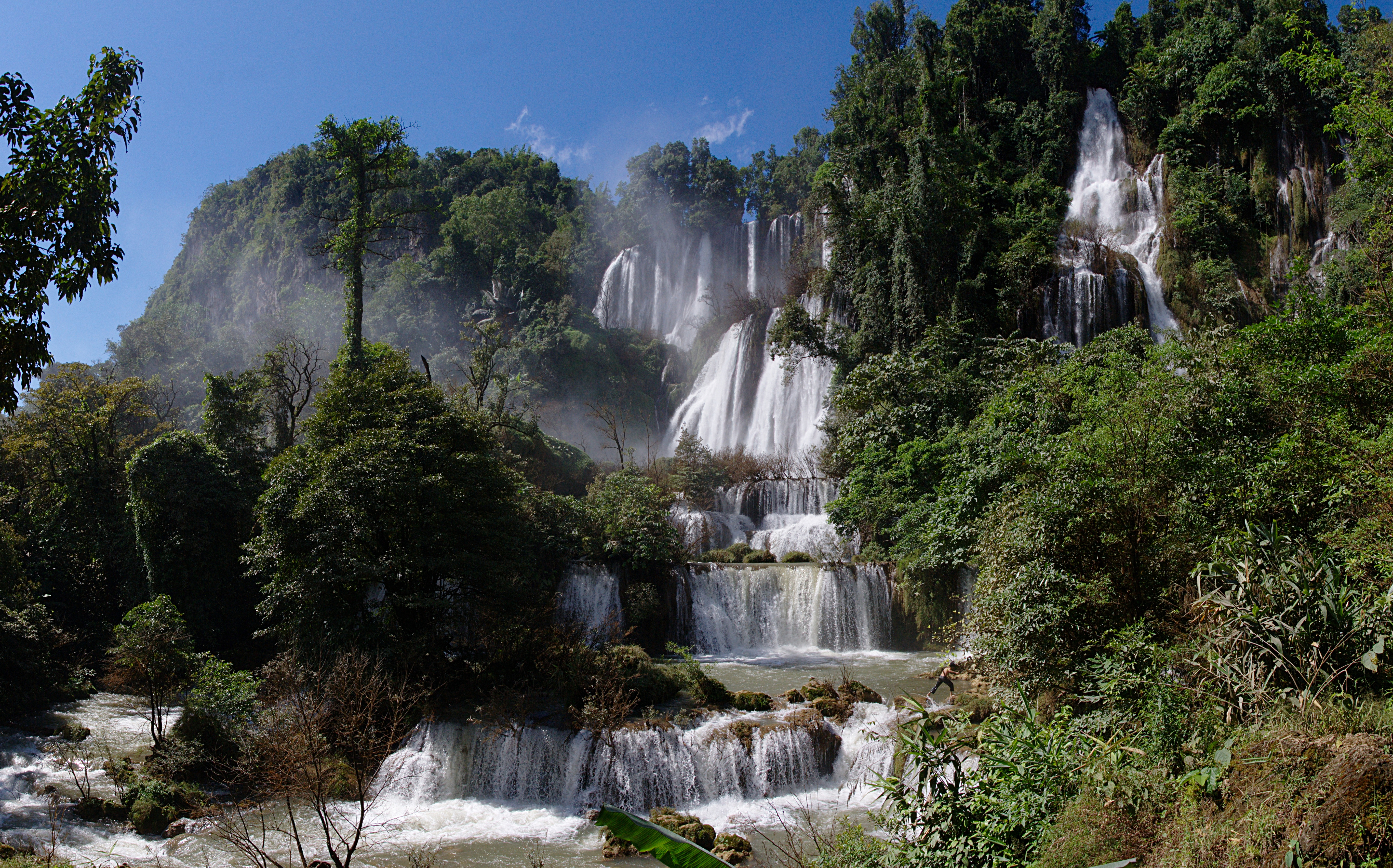
Cascade de Thi Lo Su, la plus grande cascade de Thaïlande